# Wahlenbergia gloriosa
Espèce
Classification phylogénétique
Wahlenbergia gloriosa est une plante à fleur sauvage australienne de la famille des Campanulaceae. Elle pousse dans les régions ensoleillées et humides des Alpes australiennes notamment le mont Hotham
Elle porte le nom de Georg Goran Wahlenberg (1780 - 1851), professeur de botanique à Uppsala, en Suède.
Les feuilles, vert foncé, de 2 centimètres de long, sont disposées en rosette. Les fleurs sont bleu foncé ou pourpre et sont très voyantes
C'est l'emblème floral du Territoire de la capitale australienne depuis le 26 mai 1982.